# Ostra Góra (Góry Bardzkie)
Ostra Góra (tuż po 1945 roku Ostry Szczyt, niem. Königshainer Spitzberg – 751,7 m n.p.m.) – trzeci pod względem wysokości szczyt Gór Bardzkich, wznoszący się wyraźnie zaznaczoną kulminacją w grzbiecie głównym południowo-wschodniej części ich łańcucha (Grzbiet Wschodni).
Ostra Góra zbudowana jest z dolnokarbońskich szarogłazów i łupków ilastych, miejscami przechodzących w mułowce, należących do struktury bardzkiej.
Porośnięta w całości lasem świerkowym i świerkowo-bukowym, z bukami przybierającymi w okolicy szczytu skarłowaciałe formy.

## Historia
Ostra Góra długo (jeszcze po II wojnie światowej) uchodziła za najwyższy szczyt Gór Bardzkich. Jako „najwyższa” góra bezpośrednio dostępna z Kłodzka, była bardzo popularna. Kłodzkie Towarzystwo Górskie już na początku swego istnienia (koniec XIX wieku) wzniosło tu drewnianą wieżę widokową 17-metrowej wysokości, z dwoma pomostami widokowymi.
W 1890 roku kilkadziesiąt metrów poniżej szczytu zbudowano letnią restaurację, którą później przekształcono w całoroczne schronisko nazwane Hubertusbaude. Po 1945 roku góra utraciła swoje znaczenie turystyczne. Schroniska nie uruchomiono i z czasem popadło w całkowitą ruinę. Wieża widokowa, postawiona na nowo w roku 1927, przetrwała do połowy lat 50. XX wieku.

## Szlaki turystyczne
Przez szczyt Ostrej Góry przechodzi szlak turystyczny:
- niebieski, z Barda do Przełęczy Kłodzkiej, będący częścią szlaku długodystansowego E3[1].